# Steffi Jones
Steffi Jones, all'anagrafe Stephanie Ann Jones (Francoforte sul Meno, 22 dicembre 1972), è un'allenatrice di calcio ed ex calciatrice tedesca, di ruolo difensore, dall'estate 2016 all'inizio del 2018 commissario tecnico della nazionale di calcio femminile della Germania.

## Carriera

### Allenatrice

#### Nazionale
Dopo aver ricoperto incarichi dirigenziali nella Federcalcio tedesca, dopo una breve esperienza come vice di Marcus Sorg con la nazionale femminile Under-19, nell'agosto 2015 la DFB le offre il posto di co-allenatrice di Silvia Neid, ct della nazionale maggiore, decisione che successivamente porterà delle polemiche in quanto, benché in possesso di patentino UEFA, non possiede alcuna esperienza come allenatrice.
Al termine del torneo di calcio femminile dei Giochi della XXXI Olimpiade di Rio 2016, Silvia Neid lascia l'incarico a Jones, che lo ricoprirà per poco meno di due anni. Oltre a una serie di amichevoli dirige la Germania alla SheBelieves Cup 2017, dove le tedesche si fermano nuovamente, come nell'edizione inaugurale dell'anno prima, al 2º posto, dietro alla Francia. Sotto la sua guida la Germania affronta anche le qualificazioni, nel gruppo 5, all'Europeo dei Paesi Bassi 2017, chiuso da imbattute davanti alla Russia. Ottenuto l'accesso alla fase finale, nel torneo UEFA le tedesche deludono le aspettative, e dopo aver passato il turno al primo posto nel gruppo B della fase a gironi, con due vittorie, su Italia (2-1) e Russia (2-0), e un pareggio a reti inviolate con la Svezia, vengono eliminate dalla Danimarca vittoriosa per 2-1 ai quarti di finale.
La prestazione nella partecipazione alla SheBelieves Cup 2018, dove la Germania con due sconfitte e un pareggio si classifica al 4º e ultimo posto, costa a Jones l'esonero da parte della DFB, con la panchina affidata, ad interim, a Horst Hrubesch, incaricato di avere la responsabilità tecnica della squadra fino all'arrivo, già annunciato, di Martina Voss-Tecklenburg, allora ct della Svizzera, al termine della fase di qualificazione al Mondiale di Francia 2019.

## Palmarès

### Club

#### Trofei nazionali
- Campionato tedesco: 6

FSV Francoforte: 1997-1998
1. FFC Francoforte: 2000-2001, 2001-2002, 2002-2003, 2004-2005, 2006-2007
- Coppa di Germania: 4

1. FFC Francoforte: 2000-2001, 2001-2002, 2002-2003, 2006-2007
- WUSA Founders Cup: 1

Washington Freedom: 2003

#### Trofei internazionali
- UEFA Women's Cup: 2

1. FFC Francoforte: 2001-2002, 2005-2006

### Nazionale
- Campionato mondiale femminile di calcio: 1

Stati Uniti 2003
- Campionato europeo femminile di calcio: 3

Norvegia-Svezia 1997, Germania 2001, Inghilterra 2005
- Bronzo olimpico: 2

Sydney 2000, Atene 2004

### Individuale
- Capocannoniere della UEFA Women's Cup: 1

2001-2002 (9 reti)